# John Hill (rugbista)
Richard John Hill (Birmingham, 4 de mayo de 1961) es un exrugbista y entrenador británico, que se desempeñaba como medio scrum. Fue internacional con la Rosa de 1984 a 1991.

## Biografía
Jugó toda su carrera en el Bath Rugby, uniéndose al egresar de la universidad, debutando en la primera en 1983 y se retiró en 1994. Coincidió en la fase imperial del club, ganando la Premiership Rugby de 1990-91, 1991-92, 1992-93 y 1993-94, además de la desaparecida Anglo-Welsh Cup en 1983-84, 1984-85, 1985-86, 1986-87, 1988-89, 1989-90, 1991-92 y 1993-94.
Por entonces el rugby era un deporte aficionado y Hill trabajó como banquero, pero tras su retiro el rugby se volvió un deporte profesional y él se convirtió en entrenador. Realizó una prestigiosa carrera, iniciando en 1995 a cargo de Gloucester Rugby.
Desde 2013 vive y entrena en Francia, llegó con un contrato de dos años con el Rouen Normandie Rugby (entonces del Fédérale 2) y los dirigió hasta 2021. Luego pasó al Club Athlétique Périgueux Dordogne y se retiró con ellos en 2023.

## Selección nacional
Dick Greenwood lo seleccionó a la Rosa por vez primera para la controversial Gira de la Rosa 1984, que generó una fuerte polémica al realizarse en la racista Sudáfrica durante la era del apartheid y debutó ante los Springboks.
Martin Green lo usó como suplente de Richard Harding y recién tras su retiro en 1988 se hizo con la titularidad, pero fue desconvocado por incitar a la violencia contra los Dragones rojos y reemplazado por Dewi Morris. Finalmente Geoff Cooke le devolvió su puesto en 1990, jugó las siguientes veinte pruebas de Inglaterra y fue campeón del Torneo de las Cinco Naciones 1991 mediante Grand Slam.

### Participaciones en Copas del Mundo
Green lo llevó a Nueva Zelanda 1987 como suplente de Harding. Solo jugó ante los Estados Unidos por la fase de grupos.
| Mundial                       | Sede          | Resultado        | PJ | Tries |
| ----------------------------- | ------------- | ---------------- | -- | ----- |
| Copa Mundial de Rugby de 1987 | Nueva Zelanda | Cuartos de final | 1  | 0     |
| Copa Mundial de Rugby de 1991 | Inglaterra    | Subcampeón       | 6  | 0     |

Cooke lo convocó a Inglaterra 1991 como titular y tras la Final se retiró internacionalmente. Formó con la leyenda Rob Andrew, el talentoso Jeremy Guscott y el capitán Will Carling, para muchos es la mejor línea de backs de aquel mundial.

### Leones
En 1986 el irlandés Mick Doyle lo seleccionó a los Leones Británicos e Irlandeses como suplente del galés Robert Jones para el Centenario de World Rugby y no jugó el histórico partido contra The Rest (World XV).
En 1990 el escocés Ian McGeechan lo convocó nuevamente para jugar The Skilball Trophy, fue suplente de Jones y no jugó la prueba contra el combinado europeo.